# Samarijani
Samarijáni (hebrejsko שומרונים, latinizirano: Šomronim, dob. 'ohranjevalci verskega prava'), v judovskih Talmudskih tekstih znani poimenovani tudi Kutimci, so etnično-religijska skupina na območju današnjega Izraela. Bili naj bi etnični nasledniki Hebrejcev iz obdobja pregona Babiloncev. V slovenščini se včasih pojavlja tudi poimenovanje Samaritáni ali Samaritánci, ki je posledica nepravilnega prevajanja iz zahodnoevropskih jezikov.
Zaradi Jezusove prilike o dobrem Samarijanu se izraz samariján uporablja tudi kot sinonim za človeka, ki je pripravljen drugemu pomagati v stiski.

## Skupnost
Samarijani so etnična skupina, ki živi na Levantu. Po njih se imenuje tudi pokrajina Samarija (שומרונ, Šomron, 'Samarija' ter demonim שומרונים, Šomronim, 'Samarijani'). Ime Samarijani (po njihovem lastnem prepričanju) izvira iz hebrejske besede שַמֶרִים, Šamerim, 'izpolnjujoči Postavo' - njihova glavna verska usmeritev je namreč Tora ali Postava. Samarijani sami trdijo, da je njihova vera prvotna in pravilnejša oblika judaizma.
Današnji Samarijani živijo v glavnem v okolici gore Garizim (arabsko جبل جرزيم, latinizirano: džebel Džerizim, hebrejsko הר גריזים, latinizirano: har Gerizim) blizu mesta Nablus (arabsko نابلس, latinizirano: Nablus, Nabulus, hebrejsko שכם, latinizirano: Šehem) na Zahodnem bregu reke Jordan. 
Gora Garizim (ali tudi Gerizim) je za Samarijane svet kraj - to naj bi bila ena od dveh gora, kjer so dvanajstera izraelska plemena začela poseljevati obljubljeno deželo. Stara zaveza govori o gori blagoslova in o gori prekletstva (glej 5 Mz 11,26-32); na eni od teh dveh gora naj bi Judje tudi postavili oltar (glej 5 Mz 27,1-7).
Tudi Nova zaveza omenja goro, kjer so Samarijani molili Boga - v Janezovem evangeliju Samarijanka sparašuje Jezusa, ali je bolj prav slaviti Boga na tej gori ali v Jeruzalemu (glej Jn 4,7-26).

### Moderni časi
V preteklosti so Samaritanci verjeli, da bodo njihovi potomci ustvarili številčno močno skupnost, ki bo štela več sto tisoč pripadnikov. Dolgoletna preganjanja in asimilacija v tuja kulturna okolja, sta število teh drastično zmanjšali.
Revija National Geographic je v letu 1919 poročala, da je skupnost po obdobju pregona s strani Rimljanov štela vsega 150 članov.

### Osnove verovanja
Osnovne verske zapovedi Samarijanov so sledeče:
- Obstaja en Bog. Enakega so spoznali in priznali hebrejski preroki.
- Tora je bila Mojzesu posredovana od Boga.
- Ob koncu dni bo od mrtvih vstal osvoboditelj, najverjetneje Mojzes.
- Verovanje v nebesa.
- Svečeniki interpretirajo versko pravo in nadaljuje tradicijo. Verski učenjaki so drugorazredni svečenikom.
- Zavačanje avtoritete judovskih Rabinov.

Deset zapovedi se bistveno razlikuje od judovskih. Deseta na primer, govori o svetosti gore Gerizim.

## Usmiljeni Samarijan
Jezusova prilika o usmiljenem Samarijanu (glej Lk 10,25-37) govori o človeku, ki so ga oropali in pretepli razbojniki. Po tem je šlo mimo več ljudi, ki mu niso hoteli pomagati. Pomagal pa mu je neki Samarijan, ki mu je obvezal rane in odpeljal do gostišča.
Da bi prav razumeli ves pomen Jezusove prilike, moramo vedeti, da so Samarijani že od nekdaj med Judi veljali za zaničevane ljudi. Eden izmed bistvenih poudarkov prilike je usmiljenje, zato se je med kristjani pozneje beseda samarijan uveljavila kot pojem usmiljenega človeka.